# Dialog s vesmírem /live/
Dialog s vesmírem /live/ je první živé album brněnské rockové skupiny Progres 2. Ačkoliv se jedná o záznam koncertního provedení rockové opery Dialog s vesmírem z roku 1978, vydáno bylo až v roce 1993 (viz 1993 v hudbě).

## Popis alba a jeho historie
V roce 1977, v době, kdy bylo nahráváno album Mauglí pod hlavičkou formace Barnodaj, se tato skupina přetransformovala v kapelu s názvem Progres 2, neboť se její členové rozhodli vytvořit rozsáhlý audiovizuální projekt. Jejich manažer Oskar Man, který měl v oblibě sci-fi příběhy, přišel s vlastním tématem o člověku, jenž je v konfliktu s materialistickou a odlidštěnou společností Země a který hledá únik ve vesmíru. Skupina částečně změnila obsazení, nově přišli klávesista Horký a kytarista Morávek, naopak odešel klávesista Sochor. Progres 2 začali spolupracovat s nejrůznějšími brněnskými výtvarníky a techniky, kteří kapele pomohli vytvořit první československou rockovou operu. Během koncertu totiž byly promítány různé projekce i krátké, předem natočené filmy vztahující se k ději, hudebníci byly rovněž převlečeni v kostýmech.
Premiéra koncertního představení byla odehrána 27. února 1978 v brněnském Divadle na Výstavišti a vystoupení bylo přijato kladně. Skupina s Dialogem s vesmírem objela do roku 1980 celé Československo (350 repríz). Na podzim 1979 ale odešel Karel Horký, který se chtěl dále plně věnovat studiu na JAMU. Proto muselo být dílo přearanžováno a nejdůležitější klávesové party převzal baskytarista Pavel Pelc.
Na přelomu let 1979 a 1980 byla natočena studiová verze části Dialogu s vesmírem, tzv. průřez rockovou operou, který vyšel v roce 1980 ve vydavatelství Panton jako LP, EP a singl.
Záznam živého provedení (jediný dochovaný záznam kompletního Dialogu s vesmírem) byl natočen na premiéře 27. února 1978 v Brně. Původně byl ale určen pro potřeby hudebníků, proto není kvalita zvuku taková, jako je u běžných koncertních alb obvyklé.

## Vydávání alba
Poprvé byl záznam živého představení vydán na CD v roce 1993 ve vydavatelství Monitor pod prostým názvem Dialog s vesmírem. Z důvodu omezené kapacity CD (80 minut) musel být audiozáznam autorsky zkrácen, neboť délka koncertu dosahovala přibližně 90 minut. Remasterovaná reedice vyšla už jako Dialog s vesmírem /live/ u FT Records v roce 2006 s bonusovou skladbou „Mladé vdovy“ z roku 1993.
Reedice z roku 2006 byla v totožné podobě použita jako druhý disk v kompilaci Dialog s vesmírem /studio & live/ z roku 2010.

## Seznam skladeb
1. „V zajetí počítačů“ (Kluka) – 3:00
2. „Země 2555“ (Kluka/Man) – 4:25
3. „Píseň o jablku“ (Pelc/Man) – 7:27
4. „Odlet“ (Kluka/Man) – 5:18
5. „Planeta Hieronyma Bosche I“ (Váně/Man) – 5:07
6. „Planeta Hieronyma Bosche II“ (Váně/Man) – 7:00
7. „Velká noc“ (Váně/Man) – 4:16
8. „Hlasy stínů“ (Kluka, Horký/Man) – 5:48
9. „Muzeum planety Země“ (Kluka/Man) – 3:10
10. „Moře suchou nohou přešel jsem“ (Pelc/Man) – 4:16
11. „Vesmírný kolotoč“ (Váně/Man) – 3:47
12. „Sen o modré planetě“ (Pelc, Kluka/Man) – 1:47
Na prvním vydání alba (1993) byla skladba „Sen o modré planetě“ součástí skladby „Vesmírný kolotoč“.
13. „Hymna robotů“ (Kluka/Man) – 4:04
14. „Rozhovor s centrálním mozkem“ (Kluka, Váně/Man) – 4:41
15. „Jízdní dráhy“ (Kluka/Man) – 5:24
16. „Honička“ (Horký, Pelc, Morávek) – 1:10
17. „Výkřik v Proxima Centauri“ (Pelc, Kluka/Man) – 5:37

Bonus (reedice 2006):
1. „Mladé vdovy“ (Váně/Jirásek) – 3:31
skladba z roku 1993

## Obsazení
- Progres 2
  - Pavel Váně – elektrická kytara, vokály, zpěv
  - Miloš Morávek – elektrická kytara, vokály
  - Pavel Pelc – baskytara, vokály, zpěv
  - Karel Horký – klávesy
  - Zdeněk Kluka – bicí, vokály, zpěv

### Spolupráce na jevištním provedení
- Peter Scherhaufer – režie
- Oskar Man – scénář a texty
- Boris Mysliveček – image a výprava
- Karel Slach – kamera a režie filmových dotáček
- Pavel Skyba – zvuk
- Petr Novotný – projekce a světla
- Jan Dungel, Václav Houf – výtvarné pojetí a kresby
- Dušan Ždímal, Jef Kratochvil – plakát